# Камынин, Иван Игнатьевич
Ива́н Игна́тьевич Камы́нин (род. 23 июля 1928, с. Трещевка, Центрально-Чернозёмная область — 31 августа 2010) — специалист по социальной философии, доктор философских наук, профессор.

## Биография
Родился в селе Трещевка (ныне — Рамонского района Воронежской области). В 1948 году окончил Сальский сельскохозяйственный техникум, в 1953 году окончил Ростовский государственный педагогический институт, в 1961 году — аспирантуру при Московском государственном университете.
С 1954 года работал в Ростовском государственном педагогическом институте в должности ассистента, старшего преподавателя, доцента, профессора. С 1964 по 1994 год заведующий кафедрой социально-политических дисциплин. Работу в педагогическом институте совмещал с работой в ИПК при Ростовском университете.
В 1973—1974 преподавал философию в Карловом университете (Прага, Чехословакия). В дальнейшем — профессор кафедры социологии Ростовского педагогического университета.
Был одним из 18 членов совета (16 профессоров и 2 доцента), единогласно проголосовавшего за присвоение учёной степени кандидата социологических наук Сергею Цапку.

### Докторская диссертация
В 1972 году защитил докторскую диссертацию на тему: «Методологические проблемы соотношения сознательного и стихийного при социализме».
Основные идеи, которые выдвигал и обосновывал Камынин: необходимость целенаправленного регулирования и управления социальными процессами, координирования и согласования действий людей, преодоления негативных последствий неконтролируемых явлений и процессов в различных сферах общественной жизни и в целом общества. Выявлялись типы и механизмы социальной регуляции, формы, способы и средства детерминации поступков и поведения членов общества, соотношение в них добровольного и принудительного, необходимого и случайного, внешнего и внутреннего, преднамеренного и неожиданного, нормативного и неопределенного, стандартного и инновационного. Сознательное и стихийное определялись как формы действия объективных законов функционирования и развития общества, уточнялись их гносеологические и социально-экономические предпосылки, объективные и субъективные основания, рамки, возможности и границы целенаправленного управления социально-экономическими процессами. Значительное место в исследованиях Камынина занимали проблемы личности и общества, социальные потребности как побудительные силы творческой активности человека, критерии их рациональности, соотношение в них разумного и неразумного. Обосновывалась противоречивость действия закона возвышения потребностей, объективные и субъективные причины потребительства, социально-экономические и экологические следствия функционирования общества потребления.

### Семья[2]
- отец — Игнат Митрофанович Камынин
- мать — Прасковья Филипповна
- жена — Лидия Семёновна Камынина (дата свадьбы — 19 января 1954 года)
- дочери: Татьяна (род. 1955) и Лариса (род. 1962)
- внук — Степан (род. 1997)

## Награды и премии
- Медали ВДНХ (1969)[2]
- Медаль «За доблестный труд в Великой Отечественной войне 1941—1945 гг.» (1970)[2]
- Медаль «Ветеран труда» (1985)[2]
- Орден «Знак Почета» (1986)[3]
- Значок Высшей школы «За отличные успехи в работе»[3]
- Юбилейная медаль «50 лет Победы в Великой Отечественной войне 1941—1945 гг.» (1995)[3]
- Звание «Почетный профессор РГПУ» (1999)[3]

## Научные труды
- Камынин И. И. Методологические проблемы сознательного и стихийного при социализме. — Ростов-н/Д: Книгоиздательство, 1971. — 276 с.
- Камынин И. И., Борцов Ю. С. Сквозь призму запросов: методология и социальные аспекты проблемы личности и её потребностей. — Ростов-н/Д: Издательство Ростовского университета, 1989. — 166 с.
- Камынин И. И. Ориентации и потребности личности. — Ростов-н/Д: РГПУ, 1995.
- Камынин И. И. Управление социальными процессами: теория и практика. — Ростов-н/Д: Пегас, 1997.

Его работы переведены на немецкий, английский, французский, португальский языки.